# Strandbjörkshallen

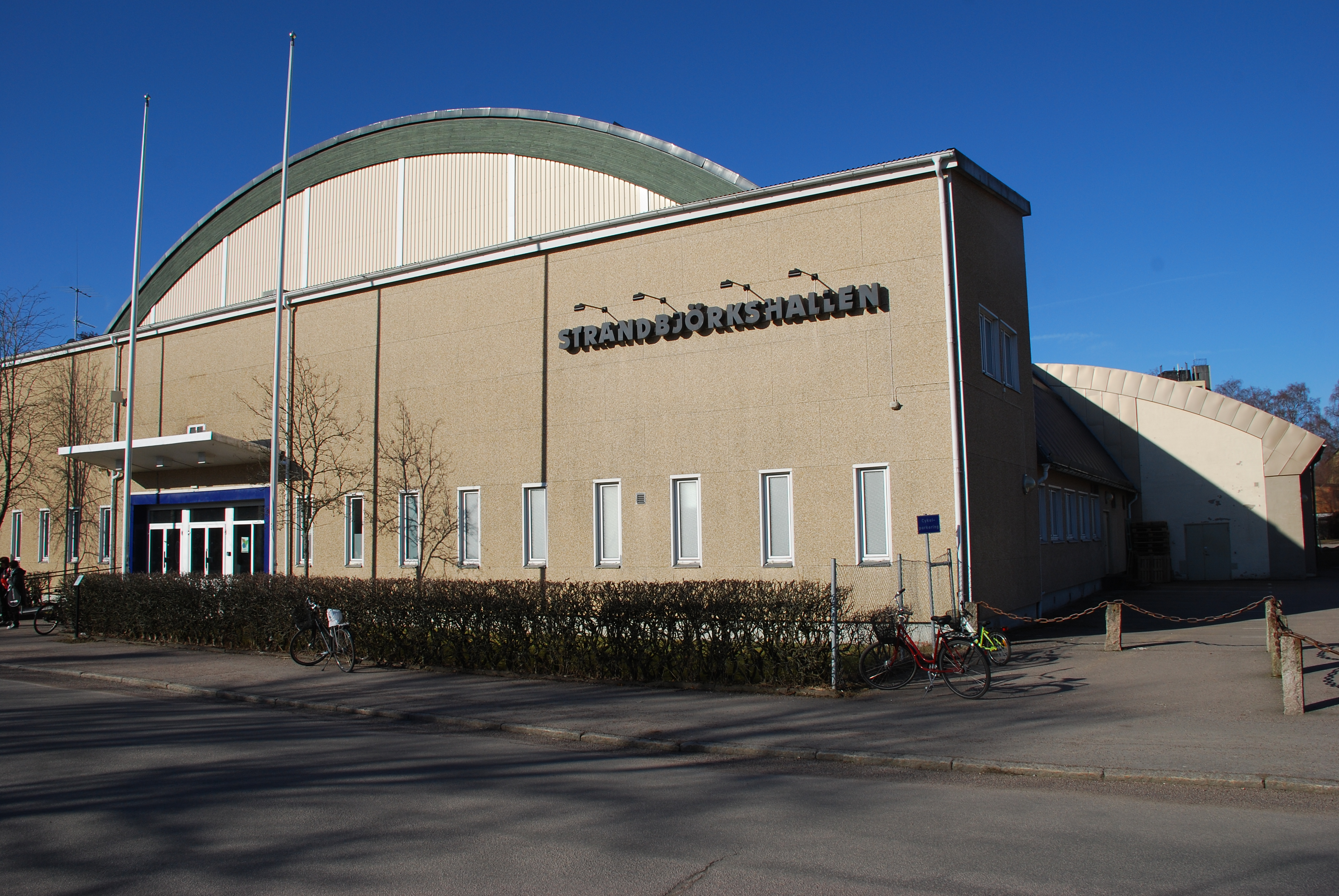
Strandbjörkshallen

Strandbjörkshallen är en tennishall i Växjö som har fostrat många av Sveriges kända tennisspelare. Den äldsta delen av hallen byggdes 1938 under namnet Växjö Idrottshall. Hallen användes för tennis, badminton, handboll, brottning, boxning och bowling (4 banor). 1985 gjordes ett tillbygge med 3 tennisbanor. Den nuvarande hallen är ett resultat av ytterligare ett tillbygge 2002. Hallen har idag, förutom den ursprungliga delen, som används för i huvudsak tennis, badminton och skolidrott, 6 tennisbanor.
I Strandbjörkshallen förekommer även boxning i regi av Boxarklubben Värend. Vidare finns gym, cafeteria och tennisshop.